# Ludvig Borgström
Ludvig Borgström, född 30 september 1788 i Jönköping, död 18 december 1862 i Karlstad, var en svensk bokhandlare, översättare och apotekare. Han var far till Ferdinand Ludvig Borgström.
Ludvig Borgström var son till organisten Laurentius Borgström. Familjen drabbades hårt av stadsbranden i Jönköping 1790 och hans far avled i sviterna av skador han ådrog sig i branden. 
Ludvig Borgström intogs vid Jönköpings trivialskola 1796 och blev elev vid apoteket Lejonet i Växjö 1804. Han tog en farmakologie kandidatexamen 1809 och avlade apotekarexamen 1814. Från 1810 tjänstgjorde Borgström vid apoteket Lejonet i Stockholm, 1811–1812 vid apoteket i Falun och 1812–1813 vid apotekten Lejonet i Jönköping, 1814 köpte han apoteket i Åmål men sålde det 1817 varpå han istället köpte apoteket i Karlstad. 
Redan som ung gymnasist i Växjö hade Borgström varit litterärt intresserad och tillsammans med några andra elev bildat ett vittert sällskap. Särskilt hade han under denna tid intresserat sig för Horatius soch även skrivit parafraser på hans verk. Under sin andra vistelse i Jönköping tillhörde han tillsammans med Georg Scheutz det litterära sällskap som samlades kring hovrättsrådet Anders Johan Wetterbergh. Genom Scheutz kontakter kom han 1814 i Stockholm att lära känna en del yngre författare av Nya skolan och även introduceras i Lorenzo Hammarskölds hus. Bland de kulturpersonligheter han här lärde kännas märktes Samuel Johan Hedborn, Pehr Henrik Ling, Carl Fredric Dahlgren och K. M. Arrhenius. Sina största framgångar hade han som översättare, men han skrev även egna dikter som Människans åldrar (i Kalender för damer 1819) och Madrigal (i Poetisk kalender 1812). Sina dikter införde han ofta i Kalender för damer, Atterboms Poetisk kalender samt i ortstidningarna i Uppsala, Jönköping, Växjö och Karlstad.
Hans litterära intresse fick honom 1826 att överge apotekarintresset och 1826 öppna en boklåda i Karlstad, vilken han sedan drev ensam till 1847. Redan 1833 sålde han apoteksrörelsen. I samverkan med det nyligen bildade Sällskapet för nyttiga kunskapers spridande startade Borgström sällskapet Föreningen till utspridande af nyttig folkläsning i Carlstads stift, och verkade ända fram till året före sin död som föreningens skattmästare. Denna förening kom att få en stor betydelse för litteraturens spridande i Värmland innan sockenbiblioteken inrättades. Från 1843 var han Svenska bokförläggarföreningens kommissionär.
Därutöver kom han att spela en viktig roll inom sparbankernas framväxt. Han insåg tidigt sparbankernas betydelse och redan 1821 plnaderade han tillsammans med sin vän Kr. Andersson en sparbank för Karlstad med omgivande landsbygd, vilken 1822 började sin verksamhet. Han var 1822–1834 oavlönad protokoll- och räkenskapsförare i Karlstads sparbank. 1833 var han en av instiftnarna av Wermlands provincialbank (senare Wermlands Enskilda bank) och satt fram till 1848 samt var därefter 1848–1853 bankens kassör. Försäljningen av apoteket 1833 hade gjort Borgström till en förmögen man, och han investerade pengarna i ett flertal bruk och kom att tituleras brukspatron. Bland annat var han delägare i Uddeholmsverken samt ägde en tredjedel i Älgå bruk. Dåliga konjunkturer tvingade honom att sälja sin andel i Älgå bruk med stora förluster. Fram till sin död var han delägare i Mölnbacka bruk.
1847 upptog han sitt bokhandlarbiträde K. Kjellin till delägare i bokhandeln, varpå firmanamnet ändrades till Borgström & c:o och 1850 överlät han bokhandeln helt på denne. Borgström var från 1825 ledamot av Svenska Läkaresällskapet, från 1836 av Patriotiska sällskapet och av Värmlands läns hushållningssällskap.
Ludvig Borgström är begravd på Västra kyrkogården i Karlstad.

## Översättningar
- Adam Oehlenschläger: Hakon Jarl den rike: sorgespel (1817)
- Adolf Müllner: Skulden: sorgspel i fyra akter. Ingår i: Kalender för damer, 1818, s. 1—16
- J. W. von Goethe: Ifigenia på Tauris: skådespel (Iphigenie) (1818)
- Adam Oehlenschläger: Aladdin eller den underbara lampan: dramatisk dikt. Del 1—2. Ingår i: Kalender för damer, 1819, s. 1—195; 1820, s. 1—245
- Friedrich von Schiller: Sång om klockan. Ingår i Kalender för damer, 1819. Även tryckt i: Smärre skaldestycken, s. 129—151
- Adam Oehlenschläger: Herdegossen: dramatisk idyll. Ingår i Kalender för damer, 1822, s. 1—63
- Amalia von Hellwig: Systrarna på Corcyra: dramatisk idyll (Die Schwestern auf Corcyra) (1824)